# Breviari

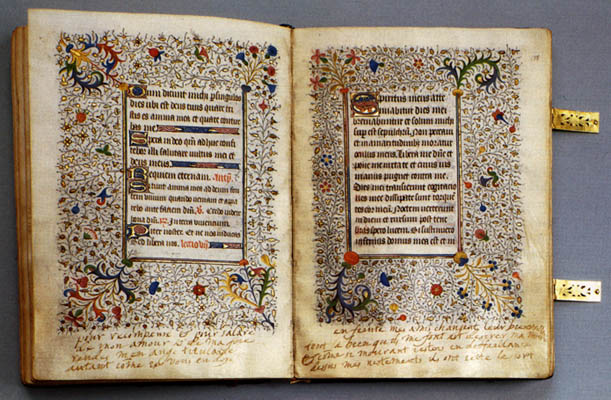
Breviari personal de Maria Stuard, que va dur amb ella al patíbul, es conserva a la Biblioteca Nacional de Rússia de Sant Petersburg.

Un breviari (del llatí breviarium, compendi) en el ritu llatí de l'Església Catòlica és un llibre que recull totes les lectures i pregàries pròpies de les hores canòniques que els clergues regulars o seculars han de resar cada dia.
A l'inici eren taules resumides que amb les paraules inicials i indicacions breus, servien de recordatori dels texts de la Litúrgia de les Hores que s'han de llegir de cada un dia. Més tard, quan la impremta fa facilitar la multiplicació, va esdevenir el Breviarium Officii, un llibre amb tots els texts in extenso per a major comoditat del lector, reagrupant totes les peces de l'ofici que, abans, estaven repartits entre diferents llibres majors: saltiri, antifonari, leccionari, etc.
El contingut de l'ofici diví es configura en les comunitats monàstiques al voltant dels segles IV-V, i a partir del segle v als presbiteris de la catedral. Caldrà esperar, però, fins al segle ix per trobar recollit tot el material anterior abreujat al qual es donarà el nom de breviari. Els primers breviaris es fan per a l'ús dels clergues de la Cort Pontifícia i fixen les hores canòniques en prima hora, tertia, sexta, nona, vespres, completes, nocturnes, matines i laudes.
A Catalunya, durant els segles xi i xii se'n troben que combinen antífones i lectures diverses, enriquides posteriorment amb el saltiri i altres textos. Actualment es conserven un parell de fragments de breviaris del segle xi de Vic i Solsona, però les restes més ben conservades pertanyen al segle xii. A la Biblioteca Nacional de París se'n conserva un també d'aquest segle, provinent del monestir de Ripoll que és un bon exemple d'estudi de la litúrgia a Catalunya.